# Число Гретца
Число́ Гре́тца ({\displaystyle \mathrm {Gz} }) — характеристичне число та критерій подібності в гідродинаміці та термодинаміці, що визначається співвідношенням між теплопередачею конвекцією та теплопровідністю рідини у ламінарному потоці в трубі. Воно визначається з такого виразу
{\displaystyle \mathrm {Gz} ={\frac {q_{m}c_{p}}{\varkappa L}}={\frac {q_{m}}{\chi \rho L}},}:
де {\displaystyle q_{m}={\frac {dm}{dt}}} — швидкість переносу маси;
{\displaystyle \varkappa } — коефіцієнт теплопровідності;
{\displaystyle c_{p}} — питома теплоємність при постійному тиску;
{\displaystyle L} — характеристична довжина;
{\displaystyle \rho } — густина;
{\displaystyle \chi ={\frac {\varkappa }{\rho c_{p}}}} — температуропровідність.
Число Гретца може бути виражене через інші характеристичні числа. Для випадку переносу тепла:
{\displaystyle \mathrm {Gz} ={D_{H} \over L}\mathrm {Re} \,\mathrm {Pr} },
де {\displaystyle D_{H}} — діаметр для круглих труб або гідравлічний діаметр у потоках довільного поперечного перерізу;
{\displaystyle L} — характеристична довжина;
{\displaystyle \mathrm {Re} } — число Рейнольдса;
{\displaystyle \mathrm {Pr} } — число Прандтля.
Це число є корисним при визначенні початкової довжини вхідного потоку, що розвивається у каналах в умовах нагрівання. Число Ґреца, що дорівнює приблизно 1000 або менше, є точкою, у якій потік вважатиметься термічно повністю стабілізованим.
При використанні критерію для випадку переносу маси число Прандтля у наведеному вище рівнянні замінюється на число Шмідта ({\displaystyle \mathrm {Sc} }), яке виражає відношення коефіцієнта переносу імпульсу до коефіцієнта переносу маси.
{\displaystyle \mathrm {Gz} ={D_{H} \over L}\mathrm {Re} \,\mathrm {Sc} }.
Характеристичне число назване на честь німецького фізика Лео Гретца.